# Hamr

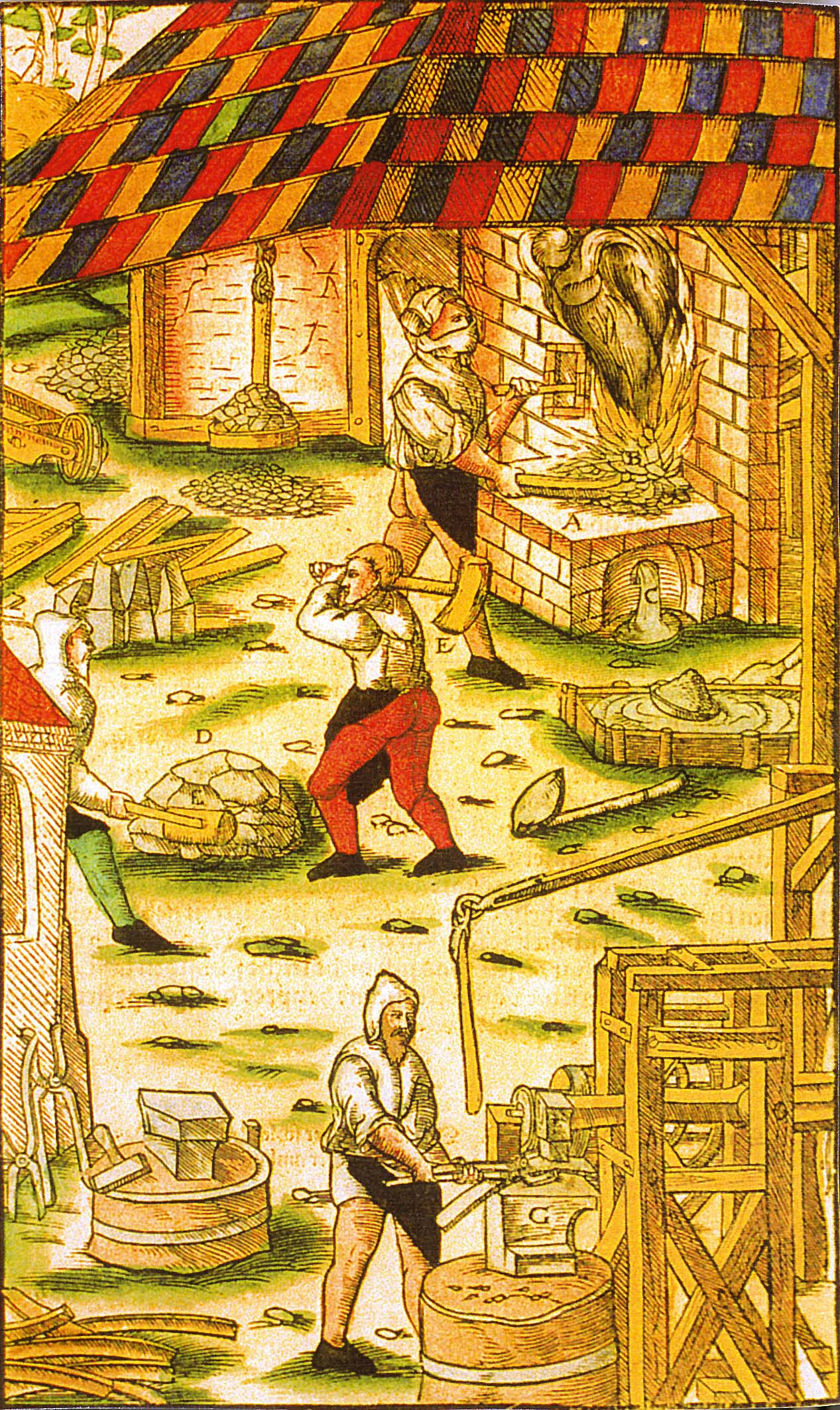
Železný hamr: V pozadí je redukční pec, ve které vzniká houba (blíže), bez zbytků strusky. V popředí surová železná houba pod kladivem hamru (Zdroj: Agricola, Georgius (1556): De re metallica libri XII. - Basilej)

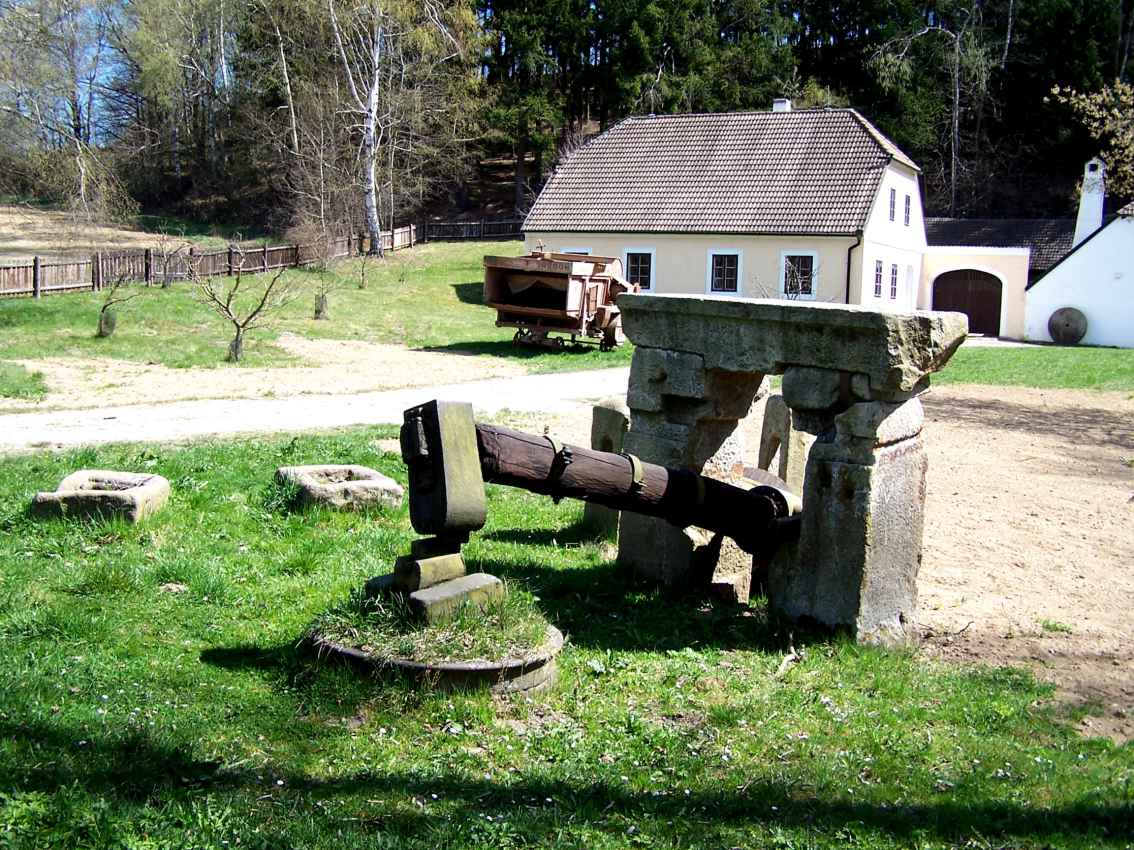
Buškův hamr u Trhových Svinů

Hamr (z německého Hammer kladivo), neboli puchýrna, je ocelářská a kovářská dílna, která je vybavena kovacím strojem poháněným vodním kolem. Vybavení hamru bylo stejné jako u kovárny – výheň, měchy, kovadliny, svěráky, kladiva, sekáče, útinky, zápustky, kleště, ale navíc zejména vodou poháněné buchary.
Hamr je výraz používaný jak pro budovu, tak i pro jeho hlavní stroj, strojně poháněné kladivo, někdy též nazývané kobyla, který dnes označujeme jako kruhoběžný padací buchar. Je nadzdvihováno palci umístěnými na obvodu hřídele vodního kola. Tento mechanismus výrazně ulehčuje a urychluje namáhavou kovářskou práci a proti ručnímu kování umožňuje zpracovat i větší kusy železa.
Dalšími samostatnými vodními koly byly obvykle v hamru poháněny měchy, rozdmýchávající kovářskou výheň a brus pro zabrušování a ostření železných výrobků.
Hamry fungovaly až do poloviny 20. století.
V hamrech pracovali hamerníci. O údržbu dřevěné části vlastního pohonu hamru vodními koly se starali sekerníci.

## Výroba oceli
Kování na hamru bylo dříve jediný možný způsob, jak získat kujnou ocel z houbovitého polotovaru (podle čočkovitého tvaru nazývaného lupa) vznikajícího v dýmačce, jednoduché redukční peci používané před vynálezem vysoké pece.